# ツィンバロム
ツィンバロム（ハンガリー語：cimbalom）は、ハンガリーを中心とする中欧・東欧地域で見られる大型の打弦楽器。台形の箱に張った金属製の弦を叩いたり弾いたりすることによって演奏する。民族楽器として東欧に広く分布する他、ジョゼフ・シュンダによって大型化およびダンパーを装備して改良、さらにBohakにより改良されたコンサート・ツィンバロンが、ハンガリーを中心に分布する。コンサート・ツィンバロンは39コース以上の弦、4オクターブ以上の音域を持つ。Hornbostel-Sachs楽器分類コードは314.122-4,5で、共鳴箱付き板ツィター(314.122)に分類される。なお、チェンバロや初期のピアノも同族。
チンバロン、ツィンバロンなどの表記も多く用いられる（ツィンバロムは日本打弦楽器協会推奨表記）。ロマの音楽で多く用いられる他、コダーイ、ストラヴィンスキー、クルターグ・ジェルジなどの近現代の作曲家にもしばしば用いられている。コダーイがオペラから編んだ組曲『ハーリ・ヤーノシュ』（第3曲、第5曲でソロ的に扱われる）が特に有名で、しばしば演奏される。
外形的には、彫刻を施されたクラシックな雰囲気のものが多いが、最近では装飾を一切廃した楽器なども作られるようになってきている。
現在製造されるツィンバロムは、Bohákの楽器を手本にして作られているものが多い。

## 現行主要メーカー
- Bohák (製作者: Slavomír Hromada)
- Opera Zongoraterem (製作者: Kovács Balázs)
- Vsiansky (製作者: Pavel Všianský)

## ツィンバロムを用いた楽曲
- フランツ・リスト：「ハンガリー狂詩曲第3番」（ドップラーによる管弦楽版）
- ドビュッシー：「レントより遅く」（作曲者自身による室内管弦楽版）
- シュレーカー：歌劇「はるかなる響き」
- ストラヴィンスキー：「狐」「ラグタイム」
- バルトーク:「ヴァイオリンと管弦楽のための狂詩曲第1番」
- コダーイ：組曲「ハーリ・ヤーノシュ」
- デュティユー：「瞬間の神秘」「夢の樹」
- ツィンマーマン：「パ・ド・トロワの形式によるチェロ協奏曲」
- クルターグ：「クアジ・ウナ・ファンタジア」op.27「石碑」op.33
- アンドリーセン：「時間 (De Tijd)」
- コステロ：「イル・ソーニョ (IL SONGO)」
- ジョン・クーリッジ・アダムズ：「シェヘラザード.2」「もうひとりのマリアの福音書」
- レハール:　喜歌劇「ジプシーの恋」
- ペテル・マハイジック：「植付 (Planting)」[1] (2021年)
- ペテル・マハイジック：「水は許します (Water Forgives)」[1] (2005年)
- カールマーン:　喜歌劇「チャールダーシュ侯爵夫人」「伯爵夫人マリッツァ」

　（オペレッタの上演では、しばしば（ハンガリー、オーストリア国外では）ツィンバロムを省略、またはハープなどで代用することが多い。
- ジョン・グラム: "Glorious Edo" （2025年NHK大河ドラマ『べらぼう』オープニングテーマ）[2][3]

## 演奏家
- Geza ALLAGA (1841-1913)
- Sandor HERKEL
- Ylonka Fodor
- Ida Tarjani Toth (1918- )
- 加納靖子
- Viktoria Herencsar (1953 -)
- Agnes SZAKALY (1951 -)
- James Earl Barnes
- Laurence Kaptain
- 崎村潤子 (1965 -)
- 斉藤浩
- Suzana Hroncekova (1983 -)
- Vladimir homola
- Aladar RACZ (1886-1958)
- Josef SZALAY
- Zoth ELEK
- Ferenc Gerencser (1923-1989)
- Ilona Szeverenyi (1946 -)
- Gyongyi FARKAS
- Marta FABIAN (1946 -)
- Detlef KIEFFER (1944 -)
- Paul STINGA (1948 -)
- Ildiko Vekony (1963 -)
- Rozsa Farkas (1971 -)
- Enikő Ginzery (1975 -)
- Helena Cervenkova
- Katerina Zlatnikova
- Ruzena Decka
- Luigi Gaggero
- John H. Leach
- 生頼まゆみ
- Toni IORDACHE (1942-1987)
- Kalman Balogh (1959 -)
- Ludovit KOVAC (1968 -)
- Marius Preda